# Две могили (община)
Община Две могили се намира в Северна България и е една от съставните общини на област Русе.

## География

### Географско положение, граници, големина
Общината се намира в югоизточната част на Област Русе. С площта си от 342,295 km2 заема 5-о място сред 8-те общини на областта, което съставлява 11,82% от територията на областта. Границите ѝ са следните:
- на север – община Иваново;
- на югоизток – община Опака и община Попово, Област Търговище;
- на запад – община Борово;
- на югозапад – Община Бяла.

### Природни ресурси

#### Релеф
Територията на община Две могили е разположена в западната част на Източната Дунавска равнина. Релефът на общината е хълмист с дълбоко всечени долини на реките Черни Лом и Баниски Лом спрямо околния терен. Югоизточния район на общината заключен между реките Черни Лом на север и Баниски Лом на запад се заема от крайните северозападни разклонения на Поповските височини. В тях, югоизточно от село Помен, на границата с Община Попово се намира максималната и височина – връх  Курдьовен 399,9 m. В района разположен северно и източно от река Черни Лом до границата с Община Иваново попадат крайните западни части на Разградските височини. Тук максималната височина от 339,8 m се намира източно от село Кацелово, на границата с Община Иваново. Североизточно от село Пепелина, в коритото на река Черни Лом, в близост до пещерата Орлова чука е най-ниската точка на община Две могили – 90 m н.в.

#### Води
Основна водна артерия на община Две могили е река Черни Лом, която протича през нея с част от долното си течение в дълбока, на места каньоновидна долина, с множество меандри. Югоизточно от село Кацелово реката навлиза в общината от към Община Опака и се насочва на запад. Минава покрай селата Каран Върбовка, Острица и Широково и завива на север, като долината ѝ добива каньоновиден характер с множество меандри. Североизточно от село Пепелина, в близост до пещерата Орлова чука напуска пределите на община Две могили и навлиза на територията на Община Иваново. В нея отляво при село Широково се влива най-големият ѝ приток – река Баниски Лом, която протича през общината с най-долното си течение. Река Баниски Лом тече от юг на север в дълбока каньоновидна долина, като преминава последователно през селата Баниска, Чилнов и Широково, където се влива в Черни Лом. На нея южно от село Баниска е изграден големият язовир „Баниска“, по-голямата част на който попада на територията на Община Бяла.

## Население

### Етнически състав (2011)
Численост и дял на етническите групи според преброяването на населението през 2011 г.:
|                     | Численост | Дял (в %) |
| Общо                | 9442      | 100,00    |
| Българи             | 5107      | 54,09     |
| Турци               | 2519      | 26,68     |
| Цигани              | 999       | 10,58     |
| Други               | 19        | 0,20      |
| Не се самоопределят | 16        | 0,17      |
| Неотговорили        | 782       | 8,28      |

### Движение на населението (1934 – 2021)
| Община Две могили                             | Община Две могили | Община Две могили | Община Две могили | Община Две могили | Община Две могили | Община Две могили | Община Две могили | Община Две могили | Община Две могили | Община Две могили | Община Две могили |
| --------------------------------------------- | ----------------- | ----------------- | ----------------- | ----------------- | ----------------- | ----------------- | ----------------- | ----------------- | ----------------- | ----------------- | ----------------- |
| Година                                        | 1934              | 1946              | 1956              | 1965              | 1975              | 1985              | 1992              | 2001              | 2011              | 2021              |                   |
| Население                                     | 21097             | 22262             | 20890             | 19404             | 16876             | 15124             | 14027             | 12116             | 9442              | 7018              |                   |
| Източници: Национален Статистически Институт, |                   |                   |                   |                   |                   |                   |                   |                   |                   |                   |                   |

### Населени места
Общината има 12 населени места с общо население от 7018 жители към 7 септември 2021 г.
| Населено място | Население (2021 г.) | Площ на землището km2 | Забележка (старо име) | Населено място | Население (2021 г.) | Площ на землището km2 | Забележка (старо име)           |
| -------------- | ------------------- | --------------------- | --------------------- | -------------- | ------------------- | --------------------- | ------------------------------- |
| Баниска        | 613                 | 33,945                | Банско                | Могилино       | 116                 | 28,291                | Хюджеклии, Захари Стояново      |
| Батишница      | 483                 | 24,056                |                       | Острица        | 184                 | 30,933                |                                 |
| Бъзовец        | 669                 | 31,704                |                       | Пепелина       | 28                  | 20,207                |                                 |
| Две могили     | 3377                | 39,769                |                       | Помен          | 276                 | 15,935                | Синан                           |
| Каран Върбовка | 277                 | 33,244                |                       | Чилнов         | 346                 | 18,578                |                                 |
| Кацелово       | 573                 | 47,161                |                       | Широково       | 76                  | 18,472                |                                 |
|                |                     |                       |                       | ОБЩО           | 7018                | 342,295               | няма населени места без землища |

## Административно-териториални промени
- след 1892 г. – преименувано е с. Банско на с. Баниска без административен акт;
- МЗ № 2820/обн. 14.08.1934 г. – преименува с. Хюджеклии на с. Могилино;
- МЗ № 3775/обн. 07.12.1934 г. – преименува с. Синан на с. Помен;
- Указ № 317/обн. 13.12.1955 г. – преименува с. Могилино на с. Захари Стояново;
- Указ № 546/обн. 15.09.1964 г. – признава с. Две могили за с.гр.т. Две могили;
- Указ № 829/обн. 29.08.1969 г. – признава с.гр.т. Две могили за гр. Две могили;
- Указ № 1245/обн. 11.10.1988 г. – възстановява старото име на с. Захари Стояново на с. Могилино.

## Транспорт
От север на юг, през западната част на общината преминава участък от 15,6 km от трасето на жп линията Русе – Горна Оряховица – Стара Загора – Димитровград – Подкова.
През общината преминават частично 4 пътя от Републиканската пътна мрежа на България с обща дължина 51,3 km:
- участък от 5,2 km от Републикански път I-5 (от km 27,6 до km 32,8);
- участък от 7,8 km от Републикански път III-202 (от km 28,3 до km 36,1);
- участък от 12,5 km от Републикански път III-501 (от km 26,3 до km 38,8);
- последният участък от 25,8 km от Републикански път III-5001 (от km 0,7 до km 26,5).

## Топографска карта
- Лист от карта K-35-16. Мащаб: 1 : 100 000.
- Лист от карта K-35-17. Мащаб: 1 : 100 000.